# Trafic à La Havane

Trafic à la Havane (The Big Boodle) est un film américain réalisé par Richard Wilson, sorti en 1957.

## Synopsis
Ned Sherwood est croupier à La Havane et se trouve en possession de faux billets sans le vouloir. Des hommes vont partir à sa recherche.

## Fiche technique
- Titre : Trafic à la Havane
- Titre original : The Big Boodle
- Réalisation : Richard Wilson
- Scénario : Jo Eisinger d'après le roman éponyme de Robert Sylvester
- Production : Lewis F. Blumberg
- Musique : Raúl Lavista
- Photographie : Lee Garmes
- Montage : Charles L. Kimball (en)
- Pays d'origine : États-Unis
- Format : Noir et blanc - Mono
- Genre : Thriller
- Durée : 84 minutes
- Date de sortie : 1957

## Distribution
- Rosanna Rory  (VF : Daniele Roy) : 'Fina' Ferrer
- Errol Flynn (VF : René Arrieu)  : Ned Sherwood
- Francisco Canero : Policier
- Louis Oquendo : Detective
- Pedro Armendáriz  (VF : Georges Aminel) : Col. Mastegui
- Gia Scala (VF : Joëlle Janin) :Anita Ferrer
- Carlos Rivas  (VF : Jean-Claude Michel) :Rubi
- Jacques Aubuchon  (VF : Jean-Henri Chambois) :Miguel Collada
- Sandro Giglio  (VF : Roger Treville) :Armando Ferrer